# Через города (альбом)
Через города — первый сольный альбом Сергея Кристовского. Презентация альбома Сергея Кристовского состоялась 13 ноября 2008 года в Hard Rock Cafe. В альбом вошли песни, написанные Кристовским-старшим в последние годы.

## Список композиций
1. Через города
2. Гармошка
3. Солнца глоток
4. Любовница
5. Не пишите мне писем
6. Девки
7. Может быть, получится (дуэт с Екатериной Гусевой)
8. Сон
9. Снегопад (дуэт с Владимиром Кристовским)
10. Любовь
11. Дети
12. Навсегда
13. Шаг за тобой
14. До свидания

## Видео
- Снегопад — в первом сольном клипе, кроме Сергея, снялись группы «Винтаж», «Чи-Ли», «Игра Слов», певица Ёлка и его брат Владимир Кристовский.

## Рецензии
Оттолкнувшись от признанных авторитетов, группа Uma2rmaH сформировала своё собственное звучание, вполне убедительное и теперь уже, можно сказать, испытанное временем. [...] Много незаумных и нестыдных стихов, вполне понятная мужская грусть.
 — пишет Борис Барабанов в журнале Ъ-Weekend